# Hvalvíkar Kommune
Hvalvíkar Kommune var en kommune på Færøerne. Den omfattede bygderne Hvalvík, Nesvík og Streymnes på Streymoy og blev udskilt fra Norðstreymoyar Prestagjalds Kommune i 1913. 1. januar 2005 blev Hvalvíkar Kommune indlemmet i Sunda kommuna. Hvalvíkar Kommune havde ved indlemmelsen 421 indbyggere.